# Colobura dirce

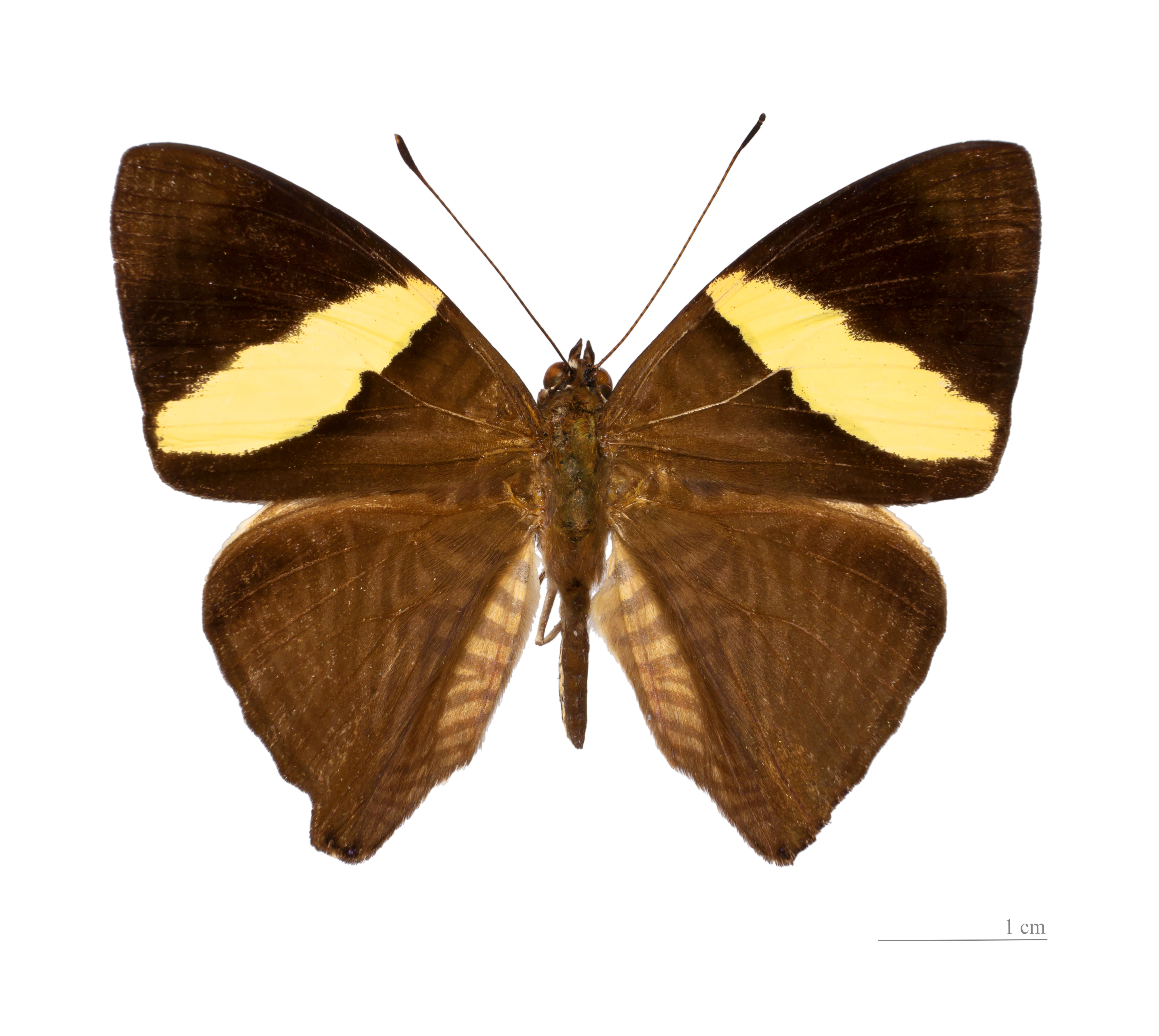
Präparat

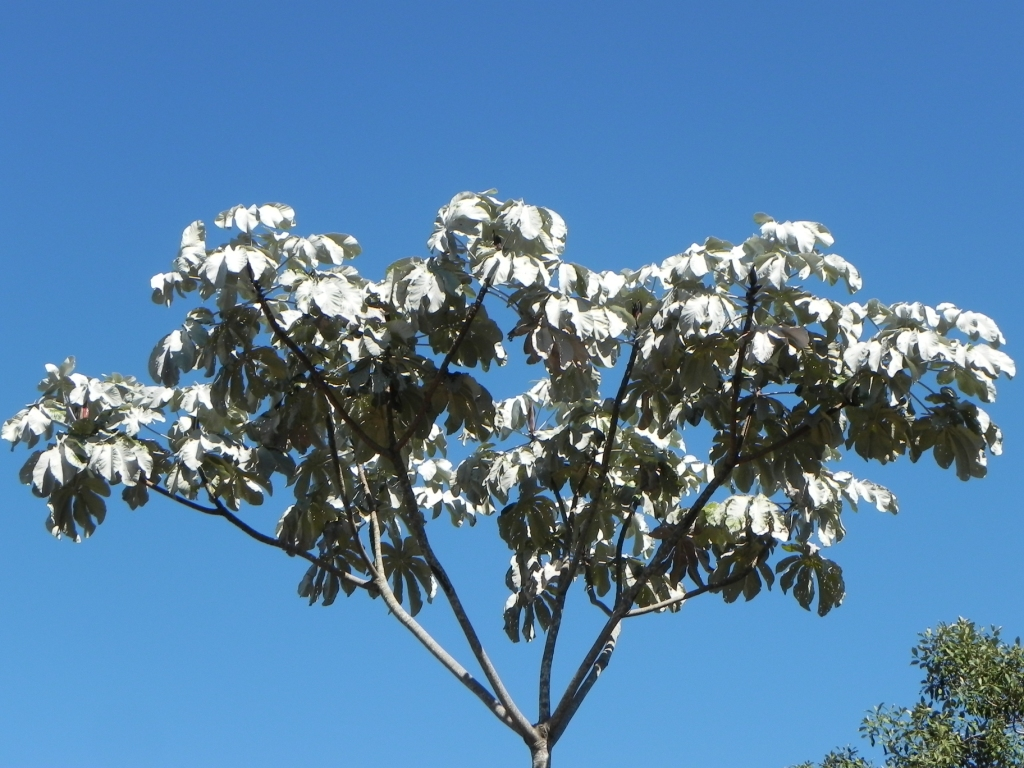
An Cecropia hololeuca-Bäumen können die Raupen zuweilen schädlich werden

Colobura dirce ist ein in Mittel- und Südamerika vorkommender Schmetterling (Tagfalter) aus der Familie der Edelfalter (Nymphalidae). Die Art wurde von Carl von Linné als Papilio dirce beschrieben und nach Dirke (lateinisch Dirce), einer Gestalt aus der griechischen Mythologie benannt.

## Merkmale

### Falter
Die Flügelspannweite der Falter beträgt 70 bis 80 Millimeter. Ein Sexualdimorphismus liegt nicht vor. Bei beiden Geschlechtern ist die Flügelgrundfarbe schwarzbraun. Von der Mitte des Vorderrandes bis zum Innenwinkel zieht sich auf der Vorderflügeloberseite eine breite weiße bis gelbweiße Binde durch die Diskalregion. Die Flügelunterseiten sind mosaikartig mit vielen dünnen schwarzen Streifen und Flecken gemustert. Auf der Vorderflügelunterseite scheint die weißliche Binde hindurch. Im englischen Sprachgebrauch wird die Art als Mosaic, Zebra Mosaic oder Dirce Beauty bezeichnet. Am Analwinkel befindet sich ein sehr kurzes, stumpfes Schwänzchen, das auf der Flügelunterseite am Analwinkel zwei dunkelblaue Flecke, die gelblich angelegt sind zeigt.

### Präimaginalstadien
Das Ei ist dunkel olivgrün gefärbt, kugelförmig und mit weißgrünen Rippen überzogen, die an der Mikropyle verblassen. Nach vier Tagen schlüpfen die Raupen, die zunächst dunkelgrün sind und auf der Körperoberfläche mit vielen braunen Tuberkeln bedeckt sind. Die erste Häutung erfolgt bereits nach drei Tagen.
Ausgewachsenen sind die Raupen samtig schwarz gefärbt, haben einen glänzend schwarzen Kopf und sind mit kurzen, weißlichen bis gelblichen verzweigten Dornen versehen. Die Puppe ist als Stürzpuppe ausgebildet, hat eine Länge von ca. 28 Millimetern, eine braune Farbe und wirkt wie ein vertrockneter, abgebrochener Zweig.

### Ähnliche Arten
Die Falter von Colobura annulata unterscheiden sich lediglich durch geringfügig kleinere bzw. schmalere schwarze Flecken und Streifen auf der Unterseite der Vorderflügel. Die Arten sind meist auch aufgrund des Verhaltens im Raupenstadium zu unterscheiden. Während die Raupen von Colobura annulata überwiegend gesellig in Baumkronen leben, halten sich die Raupen von Colobura dirce bevorzugt einzeln oder in kleinen Gruppen an niedrigen jungen Bäumen auf. Zuweilen treten sie jedoch in großer Anzahl auf und können Schäden verursachen. So wurde von einem Ereignis in Brasilien berichtet, wo eine große Anzahl an Colobura dirce-Raupen eine Anpflanzung von zwanzig ca. 50 Zentimeter hohen Bäumen von Cecropia hololeuca nahezu kahlfraßen.

## Verbreitung, Unterarten und Lebensraum
Das Verbreitungsgebiet der Nominatform Colobura dirce dirce erstreckt sich von Mexiko in südlicher Richtung durch Mittel- und Südamerika bis in den Norden Argentiniens. Die Art ist auf den Karibischen Inseln durch die Unterart Colobura dirce wolcotti vertreten. In Europa ist die Art nicht heimisch. Bei einem Nachweis aus Großbritannien ist davon auszugehen, dass das Tier mit Importprodukten eingeschleppt wurden. Colobura dirce besiedelt in erster Linie tropische Regenwälder in Höhenlagen zwischen 0 und 1400 Metern. Zuweilen werden die Falter auch in Obstgärten angetroffen.

## Lebensweise
Die Falter fliegen in mehreren Generationen das ganze Jahr hindurch, schwerpunktmäßig in den Monaten April und Oktober. Sie besuchen gerne feuchte Erdstellen, verletzte Baumstämme oder verrottende Früchte, um Flüssigkeit und Mineralstoffe aufzunehmen. Blüten werden hingegen nicht aufgesucht. An Baumstämmen ruhen sie gerne kopfabwärts mit zusammengeklappten Flügeln. Die Raupen ernähren sich von den Blättern von Ameisenbäumen (Cecropia).